# Hardknox
Hardknox es un dúo británico de música electrónica formado en 1996 por los DJs Steve Proctor y Lindy Layton (esta última anteriormente integrante de Beats International). Proctor y Layton unieron sus talentos para lanzar el sencillo «Coz I Can», siendo un gran éxito. Posteriormente, en 1999, lanzaron su primer y único álbum, de nombre homónimo, editándose en Jive Records.
Su estilo, caracterizado por beats duros y voces poderosas son claras influencias de The Prodigy y The Chemical Brothers, pioneros del Big Beat, subgénero de la electrónica que, justamente, Hardknox hacía. La influencia con The Prodigy hace una corta similitud por el escaso pero importante trabajo de Layton en las voces y el toque distorsionado del bajo, que ambos trabajaron, aunque el avatar de ella asuma usar el bajo en la portada de Hardknox.
«Fire Like This», el segundo tema de Hardknox, contiene un sample del solo de armónica de Big Walter Horton, tocado originalmente en «Walking By Myself» de Jimmy Rogers; «Psychopath», el noveno tema, tiene dos samples: «Charly» de The Prodigy y una demo llamado «Jungle Warfare» de Zero-G, esta última no encontrada en la web en su versión final.

## Discografía
Álbumes de estudio
- Hardknox - 1999

Sencillos
- Coz I Can - 1996
- Fire Like This - 1997
- Body Go  - 2002

## Hardknox en la cultura popular
- Su sencillo, «Body Go» (no incluido en Hardknox) apareció en la película Rollerball, estrenada en 2002.

- «Fire Like This» aparece incluida en la banda sonora de Me, Myself and Irene. También apareció en un anuncio televisivo del Fiat Grande Punto.

- «Come In Hard (Don't Like Rock N' Roll)» fue incluida en la música del videojuego Microsoft Rallisport Challenge y en la película 3000 Millas a Graceland.

- «Attitude» aparece en un episodio de la serie de TV estadounidense La Femme Nikita, en el tercer episodio de Misfits y en la película My First Mister.

- Datos: Q4040419